# Escola d'Enginyeria d'Igualada
L'Escola d’Enginyeria d’Igualada (EEI) va ser un centre universitari públic, adscrit a la Universitat Politècnica de Catalunya, amb seu a Igualada (Barcelona), que va deixar d’existir, com a tal, el dia 31 d'agost de 2018. Les instal·lacions de l’antiga EEI formen part del que actualment és el Campus Universitari d’Igualada-UdL, un dels cinc campus universitaris que té la Universitat de Lleida arreu del territori (quatre a Lleida i un a Igualada).

## Història

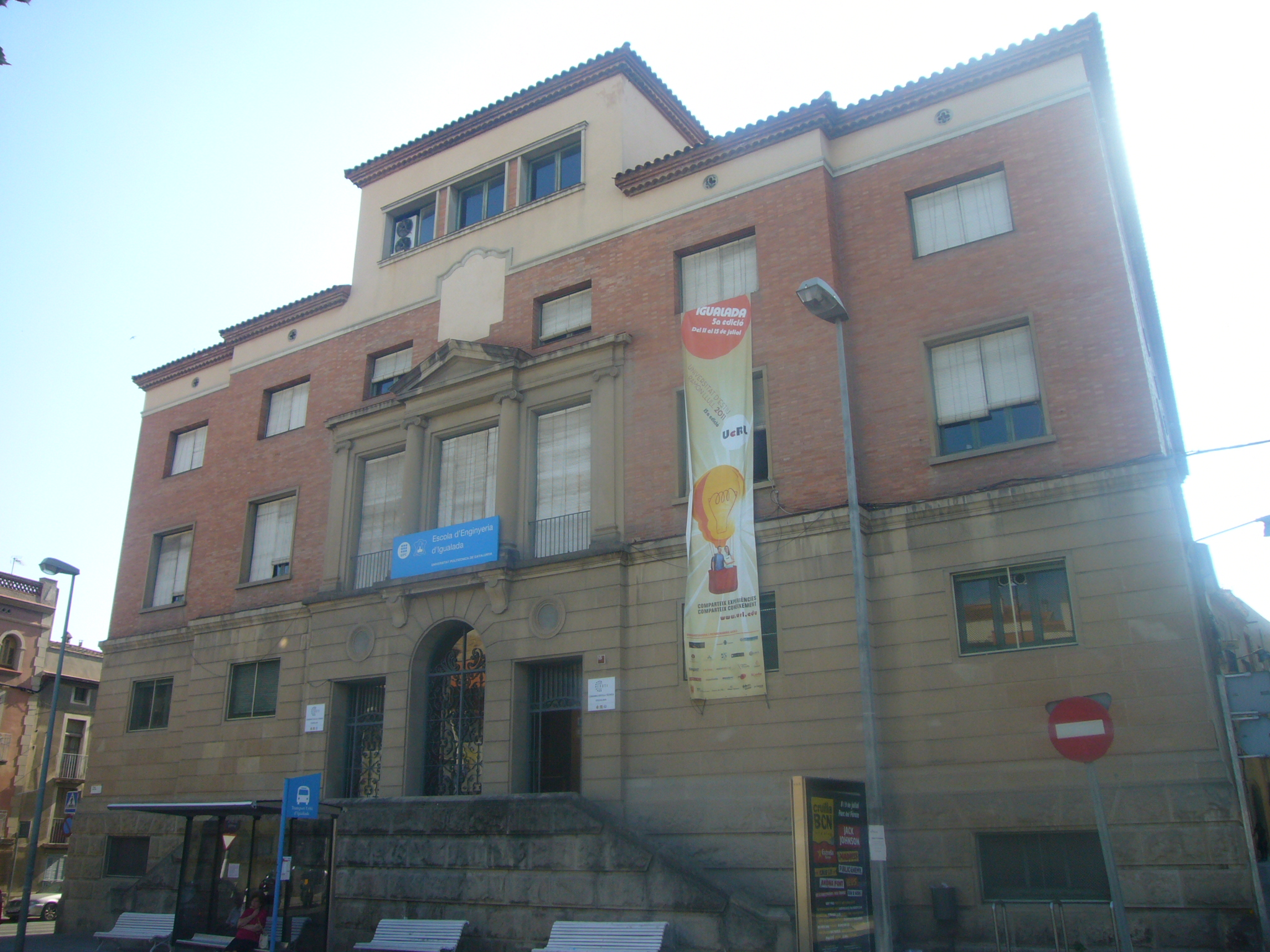
Escola d'Enginyeria d'Igualada en la seva ubicació inicial a la Plaça del Rei

L'escola va ser fundada l'any 1958 amb el nom d'Escuela Sindical Superior de Tenería (Escola Sindical Superior d'Adoberia), amb l'objectiu de donar servei a les múltiples empreses adoberes de la ciutat.
L'Escola d'Adoberia, única a Espanya i en el món de parla castellana, fou una iniciativa dels industrials adobers igualadins que hi invertiren uns 15 anys, des de 1942 fins al 1958 en la seva tramitació. L'Ajuntament d'Igualada cedí el 1949 un cèntric solar, a la plaça del Rei, on entre 1950 i 1953 es construí l'edifici de 3.200 metres quadrats en quatre plantes. Al soterrani s'instal·là la planta pilot de fabricació en fase humida, a la planta baixa s'instal·là el taller d'acabats del cuir, a la planta primera les aules i a la planta segona els laboratoris de física, química, control d'anàlisis químiques i recerca.
L'any 1970 el Ministeri d'Educació d'Espanya hi va implantar els ensenyaments d'Enginyeria Tècnica en Química Industrial. L'any 1979 es va adscriure a la Universitat Politècnica de Catalunya.

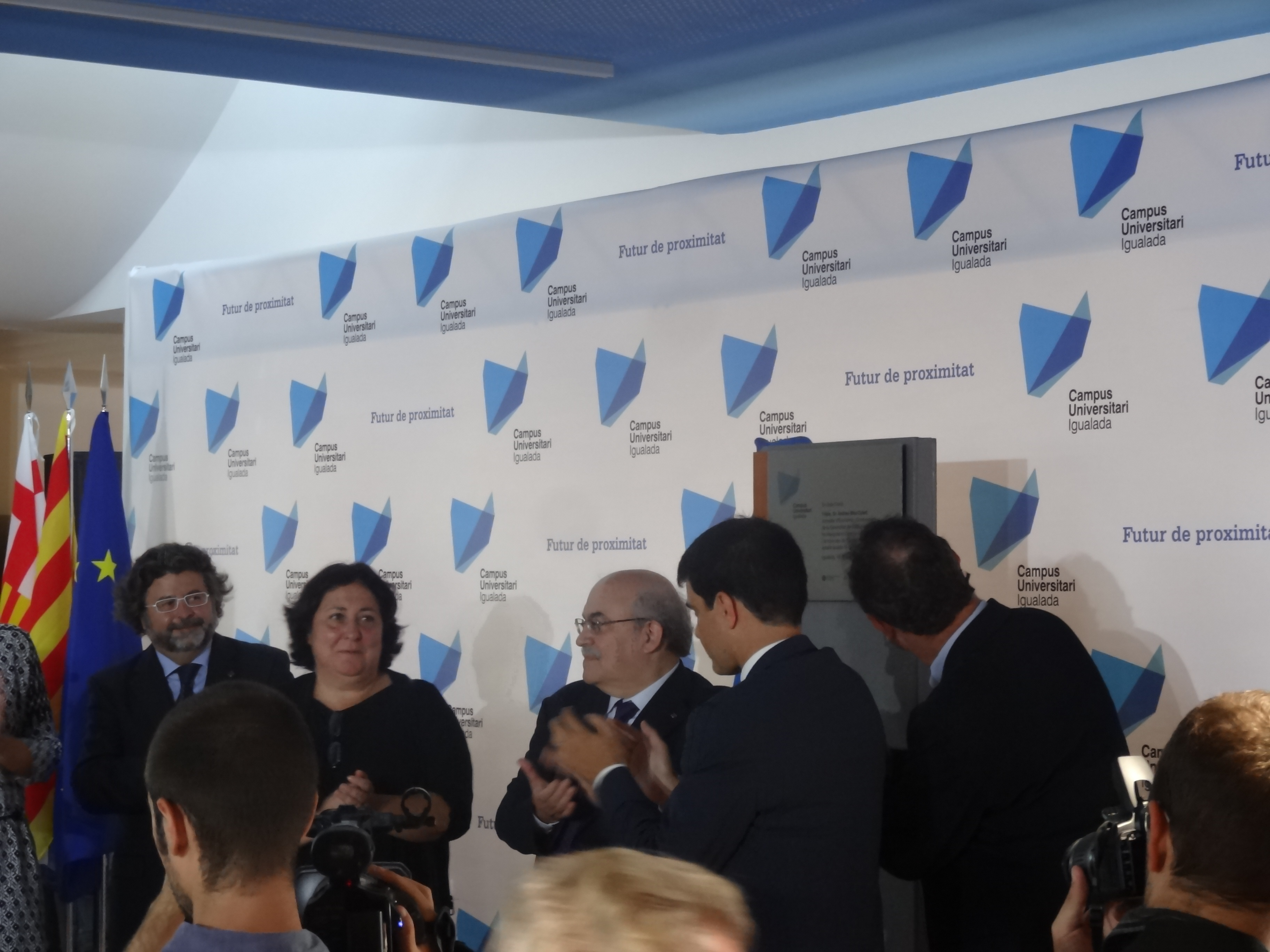
Acte d'inauguració del nou edifici (18 de setembre de 2014)

L'any 2010 s'acordà la signatura d'un conveni per al trasllat de l'Escola d'Enginyeria d'Igualada des de la seva ubicació de la Plaça del Rei d'Igualada, cap a un nou emplaçament situat al Pla de la Massa en terrenys de l'ajuntament d'Igualada cedits a la Generalitat. El nou emplaçament aprofità una part de les instal·lacions de l'Associació d'Investigació de les Indústries del Curtit i Annexes (AIICA). Els treballs de construcció del nou edifici van iniciar-se l'octubre de 2013, amb un cost de 5 milions d'euros, finançats a parts iguals entre l'Ajuntament d'Igualada i la Generalitat. Després de 10 mesos d'obres, l'edifici fou inaugurat el 18 de setembre de 2014 amb la presència d'Andreu Mas-Colell, conseller d'Economia i Coneixement, Antoni Castellà, secretari d'Universitats i Recerca, Diana Cayuela, delegada de la UPC, Lluís Jofre, president del Consorci de l'Escola Tècnica d'Igualada (CETI) i director general d'Universitats, i Marc Castells, alcalde d'Igualada.
El nou edifici és el primer pas per establir un Campus Universitari a la ciutat., primer de la mà del Consorci Escola Tècnica d’Igualada i, a partir del dia 1 de setembre de 2018, el campus passa a ser un campus més de la Universitat de Lleida, amb titulacions pròpies de diferents àmbits de coneixement.

## Estudis oferts
Titulacions de la Universitat Politècnica de Catalunya impartides a l’Escola d’Enginyeria d’Igualada fins al 31 d'agost de 2018:
- Grau en Enginyeria en Organització Industrial
- Grau en Enginyeria Química
- Màster en Enginyeria del Cuir